# Park-šuma Tuškanac
Park-šuma Tuškanac je park-šuma u Hrvatskoj i jedna od 17 park-šuma na prostoru Grada Zagreba. 
Nalazi se na Tuškancu i pripada u park-šume Centra grada Zagreba. Pojedine se spuštaju do samog središta grada. To su pretežno mješovite srednjodobne starije i stare park-šume, koje u omjeru smjese imaju: hrast kitnjak, bukvu, grab, bagrem, lipu, kesten, jasen, voćkarice, brezu i druge listače i četinjače. Sastojine su pretežno visokog uzgojnog oblika u kojima treba provoditi sve faze njege i sve radove na obnovi, ovisno o konkretnom stanju pojedine sastojine. 
Državnih šuma u svim park-šumama Centra (Tuškanac, Dubravkin put, Cmrok, Jurjevska, Rokov perivoj, Zelengaj, Kraljevac, Pantovčak i Prekrižje) ukupno je 120,39 ha, privatnih 140,38 ha, ostalih površina 59,66 ha. Prosječna drvna zaliha je 386,28 prostornih metara po hektaru. Prosječni godišnji tečajni prirast je 6,88 prostornih metara po hektaru.

## Daljnje čitanje
- Halambek-WenzIer, Mira. 1. srpnja 1988. Tuškanac danas i sutra. Život umjetnosti : časopis o modernoj i suvremenoj umjetnosti i arhitekturi. 43/44 (1): 38–45. ISSN 0514-7794